# 울산종합운동장

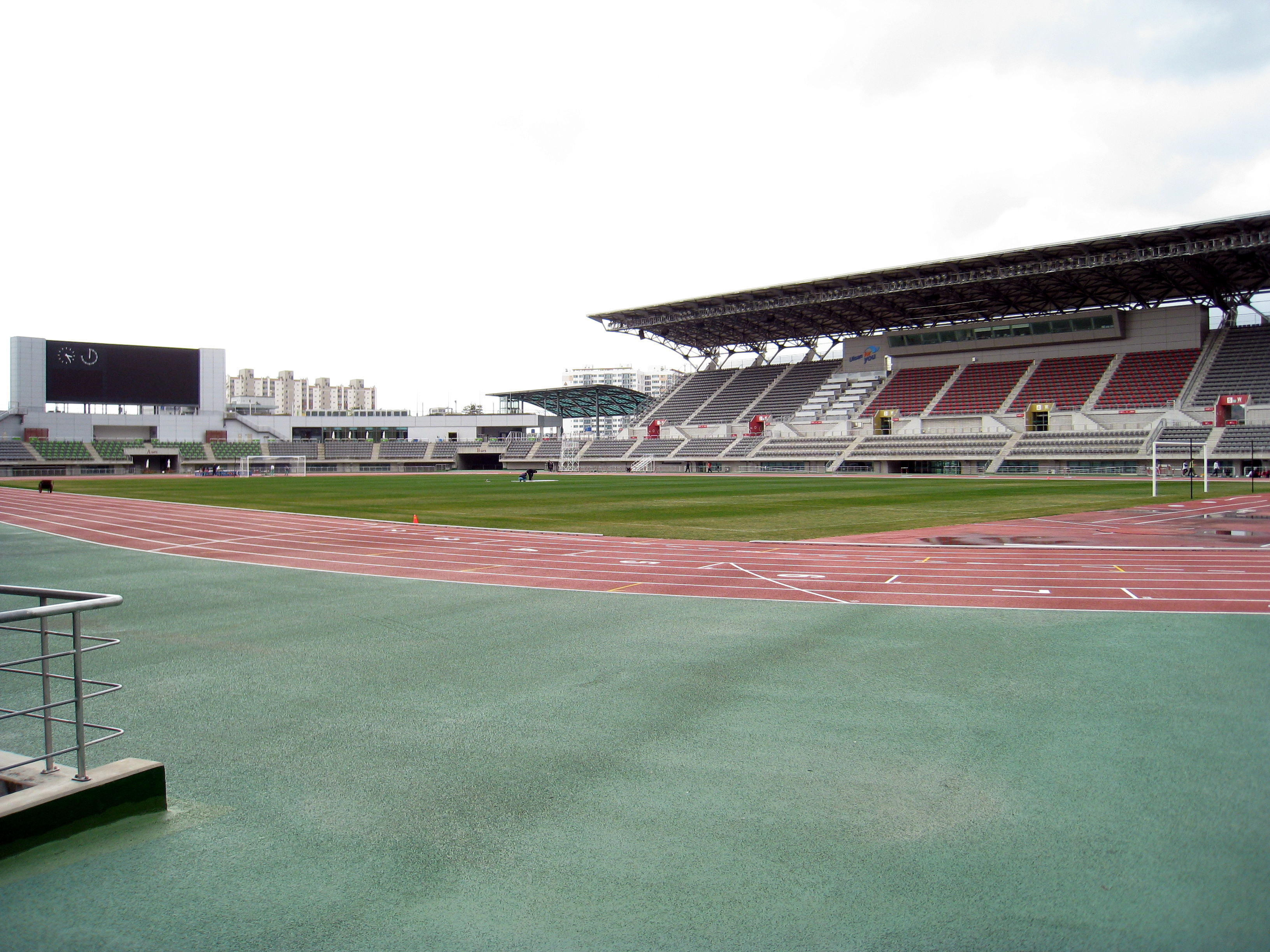

울산종합운동장(蔚山綜合運動場, Ulsan Stadium)은 대한민국 울산광역시에 있는 스포츠 시설이다.

## 역사
주경기장은 1970년에 개장하여 울산 HD(당시 울산 현대)의 홈 경기장이었던 울산공설운동장을 2003년 철거하고 그 자리에 건설하여 2005년 다시 개장하였으며 그 외 보조경기장, 청소년 공연장 등으로 구성되어 있다.
리모델링 이후 2005년 전국체육대회와 2007년 FIFA U-17 월드컵 개최지 중 하나로 사용되었고 2005년부터 2016년까지 내셔널리그 소속 울산 현대미포조선 돌고래의 홈 구장으로 사용된 뒤 현재는 K3리그 소속팀인 울산시민축구단의 홈 경기장으로 사용하고 있으며 울산 HD(당시 울산 현대)의 홈 구장인 울산문수축구경기장이 잔디 공사 관계로 2019 시즌 동안 사용하기도 하였다.

## 시설

### 주경기장
축구와 육상 경기를 할 수 있는 다목적 경기장으로 19,471명을 수용할 수 있다.

### 보조경기장 및 농구장
철근콘크리트 구조로 400M 트랙과 105M x 68M 인조 잔디, 28M × 15M의 야외농구장, 934석(VIP석 108, 일반석 826석)의 관객석을 가지고 개장되었으며, 지역민을 위한 각종 행사장 제공에 사용되고 있다.

### 부대시설
청소년 공연장, 옥상 광장, 컨벤션 웨딩홀 등이 있다.

## 개최 대회
- 2005년 : 2005년 전국체육대회
- 2007년 : 2007년 FIFA U-17 월드컵
- 2010년 : WK리그 챔피언결정전 2차전
- 2016년 : WK리그 올스타전
- 2005년 ~ 2016년 : 내셔널리그
- 2019년 : K3리그 베이직

## 기록

### 1993년 대통령배 국제축구대회
| 날짜            | 팀 1            | 스코어 | 팀 2             | 라운드 |
| --------------- | --------------- | ------ | ---------------- | ------ |
| 1993년 6월 24일 | 루마니아 선발   | 2 - 1  | 오스트레일리아 B | B조    |
| 1993년 6월 24일 | 대한민국 상비군 | 1 - 2  | 체코 선발        | B조    |

### 2007년 FIFA U-17 월드컵
| 날짜            | 팀 1                   | 스코어 | 팀 2                   | 라운드 |
| --------------- | ---------------------- | ------ | ---------------------- | ------ |
| 2007년 8월 19일 | 온두라스               | 2 - 4  | 스페인                 | C조    |
| 2007년 8월 19일 | 아르헨티나             | 0 - 0  | 시리아                 | C조    |
| 2007년 8월 22일 | 시리아                 | 1 - 2  | 스페인                 | C조    |
| 2007년 8월 22일 | 아르헨티나             | 4 - 1  | 온두라스               | C조    |
| 2007년 8월 24일 | 대한민국               | 2 - 1  | 토고                   | A조    |
| 2007년 8월 24일 | 조선민주주의인민공화국 | 1 - 0  | 뉴질랜드               | B조    |
| 2007년 8월 26일 | 콜롬비아               | 1 - 2  | 가나                   | F조    |
| 2007년 8월 29일 | 스페인                 | 3 - 0  | 조선민주주의인민공화국 | 16강   |
| 2007년 8월 29일 | 스페인                 | 2 - 1  | 가나                   | 4강    |

## 참고 문헌
- 〈울산종합운동장〉. 《한국향토문화전자대전》. 한국학중앙연구원.[깨진 링크(과거 내용 찾기)]
- 〈울산종합운동장〉. 《두피디아》. 두산.
- 《전국 공공체육 시설 현황 (2017년말 기준)》. 대한민국 문화체육관광부. 2019.
- 《2019년 전국 공공체육시설 현황 (2018년말 기준)》. 대한민국 문화체육관광부. 2020.
- 《2022년 전국 공공체육시설 현황 (2021년말 기준)》. 대한민국 문화체육관광부. 2023.
- 《2023 전국 공공체육시설 현황 (2022년 12월말 기준)》. 대한민국 문화체육관광부. 2024.

## 같이 보기
- 울산종합운동장 보조경기장
- 울산공설운동장